# Memnon (Stratege)
Memnon (altgriechisch Μέμνων Mémnōn; gestorben nach 326 v. Chr.) war ein makedonischer Feldherr.
Memnon wurde 334 v. Chr. von Alexander dem Großen mit der Statthalterschaft (strategos) in Thrakien betraut, als Nachfolger Alexanders des Lynkesten. Im Jahr 331 v. Chr. wagte er eine Revolte gegen den Regenten Antipater, dem er sich aber wieder unterwerfen musste, nachdem Antipater mit einer überlegenen Heeresmacht in Thrakien vorgerückt war. Memnon wurde zunächst von Antipater in seinem Amt belassen, vermutlich weil dieser seine ganze Aufmerksamkeit gegen die zeitgleich stattfindende Erhebung der Spartiaten wenden musste. Aber schon im Jahr 327/326 v. Chr. wurde er nach Indien an den Hydaspes befohlen, wo er dem Heer Alexanders des Großen eine Verstärkung von 5.000 thrakischen Reitern sowie 25.000 Waffen, die von Harpalos vergoldet und versilbert wurden, zuführte.
Sein Amtsnachfolger in Thrakien war Zopyrion.